# 오펠 칼리브라

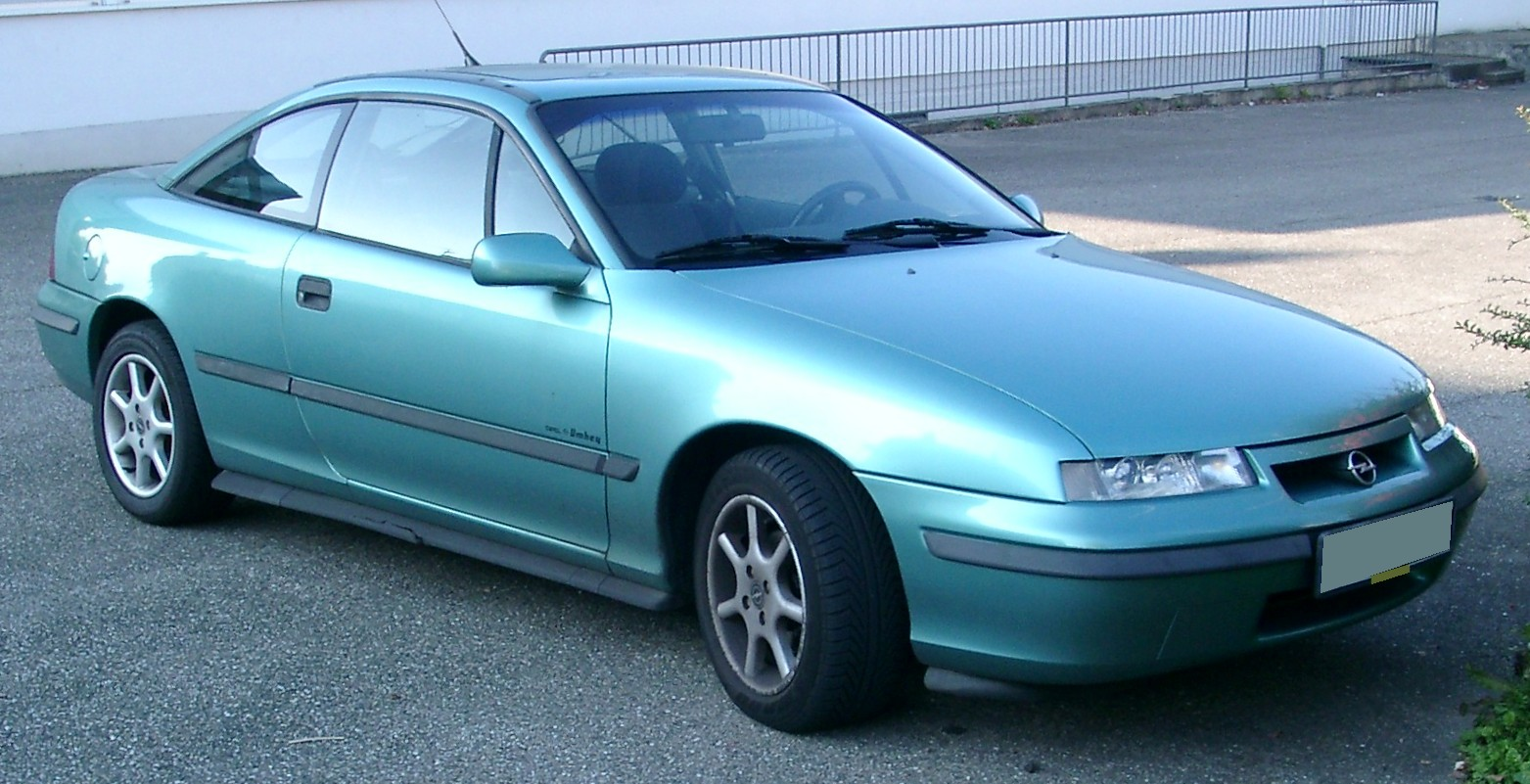
오펠 칼리브라 정측면

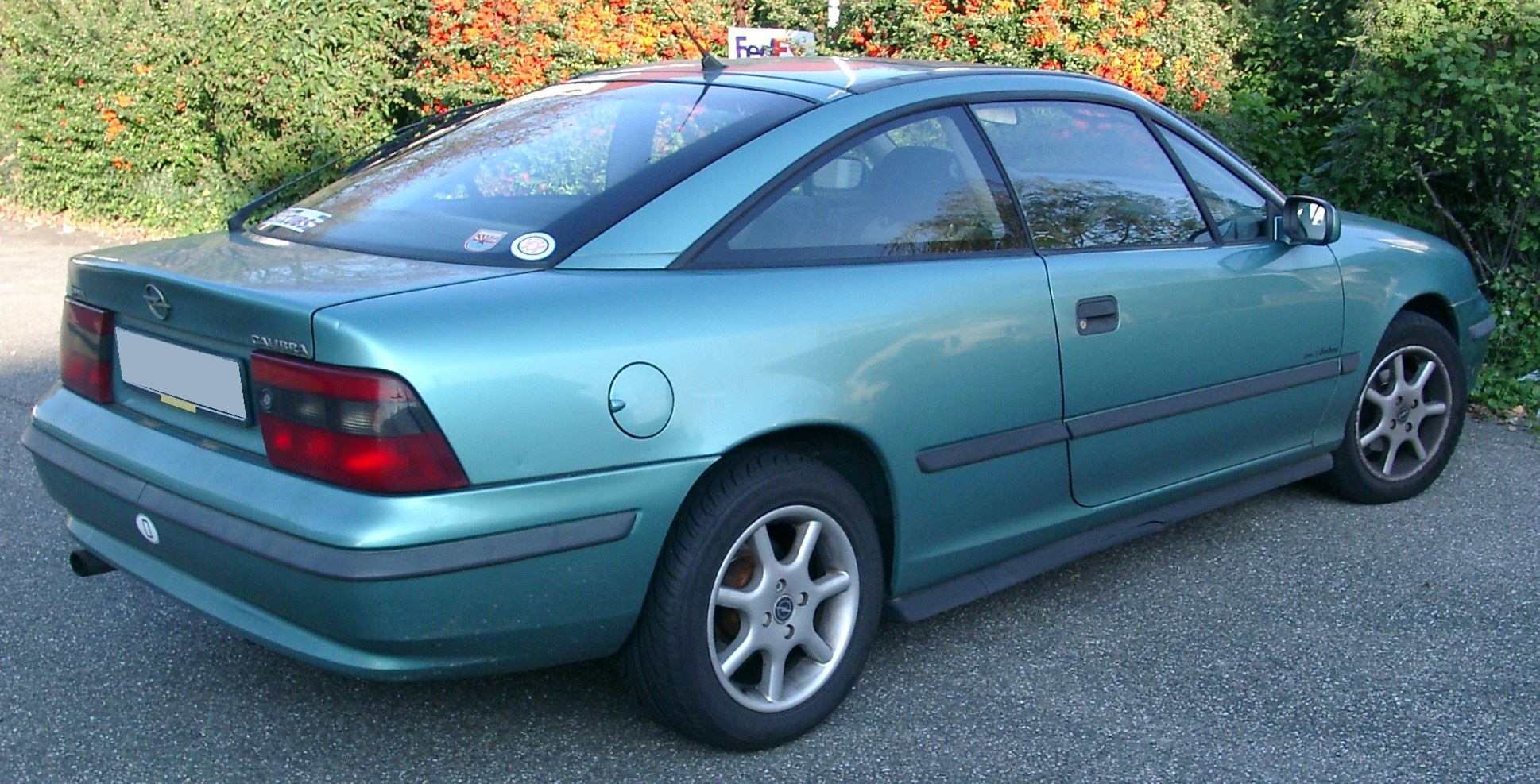
오펠 칼리브라 후측면

오펠 칼리브라(Opel Calibra)는 오펠의 승용차이다. 만타의 후속이자, 스페셜리티 쿠페로, 1989년에 출시되었다. 벡트라를 베이스로 개발된 차량으로, 기본적인 메커니즘은 벡트라와 같다. 공기 저항 계수(Cd)는 0.26(터보 사양은 0.29)로, 공력 성능이 뛰어나게 설계되었다. 6:4 분할이 가능한 뒷좌석을 통해 쿠페임에도 활용성과 거주성을 크게 향상시켰다. 서스펜션은 맥퍼슨 스트럿(앞), 세미 트레일링 암(뒤)를 적용했다. 1997년에 후속 차종 없이 단종되었으며, 이후 1998년에 하급 차종인 아스트라 G 쿠페가 출시되면서 칼리브라의 자리를 채웠다.